# Goldfinger (discotheek)
Goldfinger was een discotheek in Rosmalen die landelijke bekendheid genoot. Eerder was Alpaco de naam van deze discotheek die heeft bestaan tot in de jaren '80. Daarna werd de naam Goldfinger.
De discotheek werd als "Goldfinger The Disco" een half jaar gesloten vanwege de veelvuldige handel in XTC en ander drugsgebruik in december 1993. Na een halfjaar dicht te zijn geweest ging de discotheek echter weer open, maar onder de naam: Goldfinger The Next. In 2001 moest de discotheek definitief sluiten, omdat de N59 werd omgebouwd tot snelweg en de discotheek gelegen was in het tracé van de uitbreiding van de rijksweg. Nadat de discotheek gesloten werd zou deze op een andere locatie in Rosmalen een doorstart kunnen maken. Tot op heden is dit nog niet gerealiseerd.
Op de plaats van Goldfinger bevinden zich tegenwoordig een carpoolplaats, geluidsschermen, een fietspad en een oprit naar de snelweg.